# Wanging'ombe (Distrikt)
Wanging'ombe ist ein Distrikt der Region Njombe in Tansania. Sein Verwaltungssitz befindet sich in Igwachanaya. Der Distrikt grenzt im Norden an die Regionen Mbeya und Iringa, im Osten an die Distrikte Makambako (TC) und Njombe, im Süden an den Distrikt Njombe (TC) und im Westen an den Distrikt Makete.

## Geographie
Der Distrikt hat eine Fläche von 3441 Quadratkilometern und 191.506 Einwohner (Volkszählung 2022). Das Gebiet liegt auf dem Südlichen Hochland von Tansania und steigt von Norden nach Süden an. Das Tiefland im Norden liegt in einer Seehöhe zwischen 900 und 1200 Metern. Daran schließt ein Hügelland mit Höhen von 1200 bis 1600 Meter an, im Südwesten erreichen die Kipengere-Berge Höhen bis 2800 Meter über dem Meer. In vier von fünf Jahren gibt es leichte Dürren im Tiefland. Im Hügelland regnet es 600 bis 1000 Millimeter im Jahr, im Hochland 1000 bis 1600 Millimeter. Die Niederschläge fallen in einer Regenzeit von November bis Mai. Die kühlere Trockenzeit dauert von Juni bis Oktober. Die Temperaturen liegen meist zwischen 15 und 20 Grad Celsius, in den höheren Lagen ist es kühler.

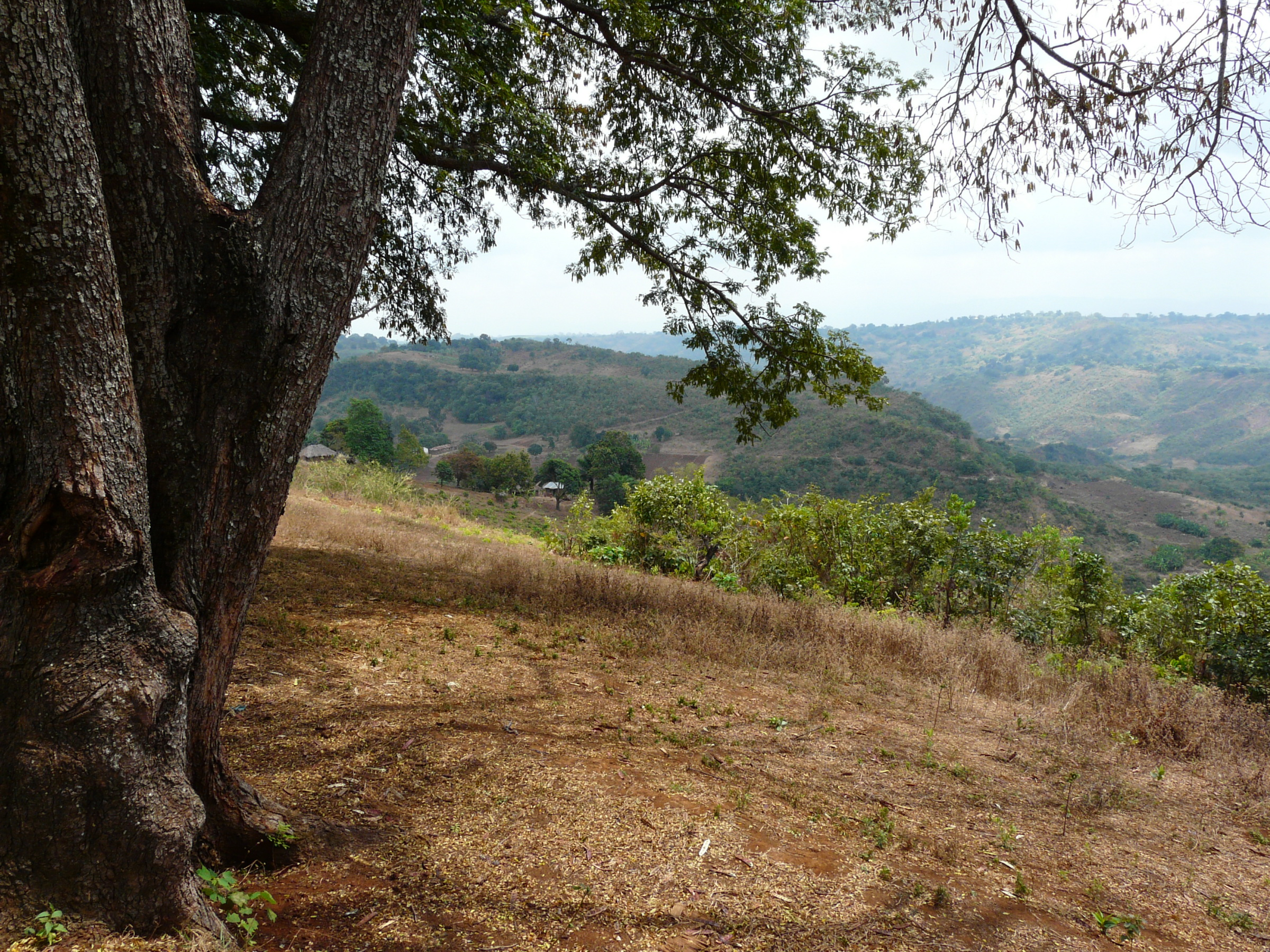
Landschaft in den Kipengere-Bergen.

## Geschichte
Der Distrikt wurde im Jahr 2012 bei der Aufteilung des früheren Distriktes Njombe eingerichtet, als Njombe eine eigene Region wurde.

## Verwaltungsgliederung
Wanging'ombe besteht aus 21 Bezirken (Wards):
- Igima
- Igosi
- Igwachanya
- Ilembula
- Imalinyi
- Itulahumba
- Kidugala
- Kijombe
- Kipengele
- Luduga
- Makoga
- Malangali
- Mdandu
- Saja
- Udonja
- Uhambule
- Uhenga
- Ulembwe
- Usuka
- Wanging'ombe
- Wangama

| Die größte ethnische Gruppe im Distrikt sind die Bena, fast 85 Prozent der Bevölkerung gehören ihr an. Die Einwohnerzahl stieg von 127.125 im Jahr 1988 auf 131.351 bei der Volkszählung 2002 und weiter auf 161.816 im Jahr 2012. In diesem Jahr sprachen rund zwei Drittel der Über-Fünfjährigen Swahili, fast zehn Prozent Swahili und Englisch, etwas weniger als ein Viertel waren Analphabeten. Im Jahr 2022 lebten 191.506 Menschen in 52.267 Haushalten. | Hier fehlt eine Grafik, die leider im Moment aus technischen Gründen nicht angezeigt werden kann. Wir arbeiten daran! |

- Bildung: Im Distrikt befinden sich 107 Grundschulen und 16 weiterführende Schulen.[1]
- Gesundheit: Im Jahr 2014 standen ein Krankenhaus, drei Gesundheitszentren und 37 Apotheken für die medizinische Versorgung der Bevölkerung bereit. Die Prozentsatz der medizinisch betreuten Geburten stieg von 56 Prozent im Jahr 2005 auf 94 Prozent im Jahr 2014.[9]
- Wasser: Im Jahr 2015 wurden rund zwei Drittel der Bevölkerung mit sauberem und sicherem Wasser versorgt.[10]

## Wirtschaft und Infrastruktur

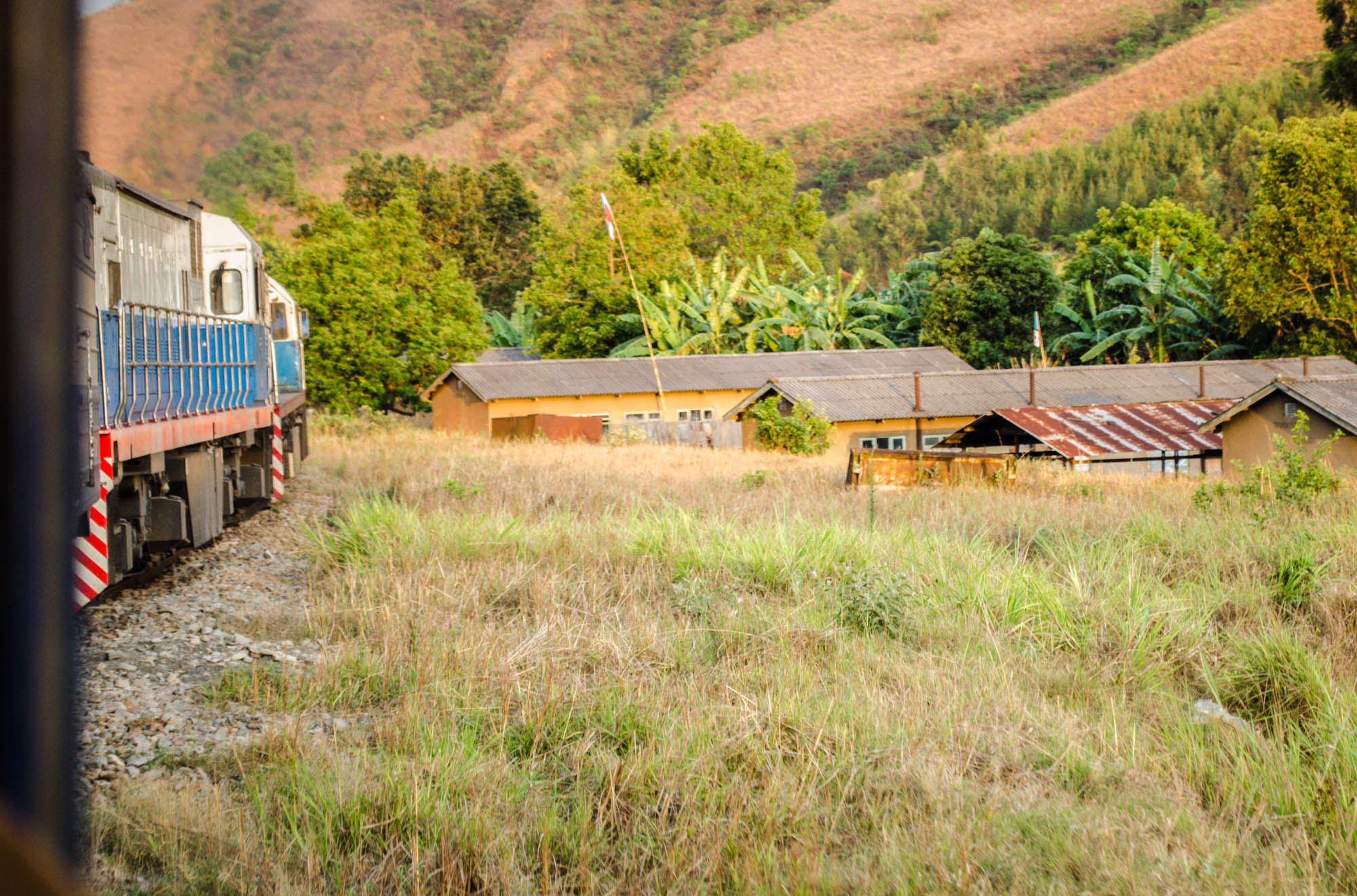
Die TAZARA Eisenbahnlinie in den Kipengere-Bergen.

| - Landwirtschaft: Die Landwirtschaft trägt fast neunzig Prozent zu den Einnahmen des Distriktes bei. Die wichtigste Feldfrucht ist der Mais, daneben werden auch Weizen, Kartoffeln, Bohnen, Erbsen, Süßkartoffeln, Maniok, Bambaranüsse, Sojabohnen, Fingerhirse, Sonnenblume, Erdnüsse, Pyrethrum, Zuckerrohr, Obst, Gemüse und Kaffee angebaut. Die Produktivität ist mit 2,25 Tonnen je Hektar unter dem tansanischen Durchschnitt von 6 bis 7,5 Tonnen. Von den 40.000 Haushalten hielten im Jahr 2012 fast zwei Drittel Haustiere, hauptsächlich Hühner und Rinder. - Forstwirtschaft: Bei einer staatlichen Vorgabe von 1,5 Millionen Baumpflanzungen jährlich wurden in der Saison 2013/14 über 2,5 und 2014/15 sogar über 4 Millionen Bäume gepflanzt. - Eisenbahn: Wanging'ombe hat eine Bahnstation der TAZARA-Eisenbahnlinie, die von Daressalam nach Kapiri Mposhi in Sambia verläuft. - Straßen: Die wichtigste Straßenverbindung ist die asphaltierte Nationalstraße T1 von Daressalam über Iringa im Osten bis Mbeya und weiter bis Sambia im Westen. | Hier fehlt eine Grafik, die leider im Moment aus technischen Gründen nicht angezeigt werden kann. Wir arbeiten daran! |

## Politik
Im Distrikt wird ein Distriktrat (District council) alle 5 Jahre gewählt. Den Vorsitz führt Anthon Emmanuel Mahwata (Stand 2020)[veraltet].

## Sehenswürdigkeiten
- Mpanga Kipengere Wildreservat: Im Westen des Distriktes liegt das 1574 Quadratkilometer große Wildreservat in den Kiperenge-Bergen. Das landschaftlich reizvolle Gebiet bietet sich zum Wandern an. Es wird von Primaten und vielen Vogelarten bewohnt, das Nasenchamäleon kommt hier endemisch vor.[18]